# Cisungsang
Cisungsang is een bestuurslaag in het regentschap Lebak van de provincie Banten, Indonesië. Cisungsang telt 2183 inwoners (volkstelling 2010).